# Jean Henri Fabre
Jean Henri Casimir Fabre (ur. 21 grudnia 1823 w Saint-Léons, zm. 11 października 1915 w Sérignan-du-Comtat) – francuski humanista, przyrodnik zajmujący się zwłaszcza entomologią, pisarz i poeta, nauczyciel szkolny i pedagog.

## Życiorys
W latach 1842–1870 pracował jako nauczyciel nauk przyrodniczych w różnych szkołach, m.in. w Ajaccio na Korsyce i w liceum w Awinionie, jednocześnie stale podnosząc swe kwalifikacje w różnych dziedzinach nauk przyrodniczych. Interesował się chemią, botaniką i mykologią. W tym czasie korespondował i współpracował z innymi przyrodnikami, m.in. z Darwinem i Pasteurem. Później (od ok. 1883) poświęcił się wyłącznie studiom entomologicznym prowadzonym w Sérignan, ok. 8 km od Orange, gdzie pracował do końca życia, rozwijając swoją niezwykle wydajną i płodną działalność badawczo-naukową. Znany z wnikliwej obserwacji zachowań owadów, zwłaszcza cyklów życiowych żuka gnojowego, żuka oleistego, os, pszczół i innych owadów, a także pająków. Uznawany jest za twórcę etologii oraz jednego z prekursorów ekologii.

## Publikacje
Jego głównym dziełem jest wydawane w latach 1879–1907 dziesięciotomowe opracowanie Souvenirs entomologiques, tłumaczone później na 15 języków. Wybrane teksty z tej pracy ukazały się też w tłumaczeniu polskim pt. Z życia owadów (1916).
Napisał również około 40 książek popularnonaukowych, m.in. Histoire de la bûche; récits sur la vie des plantes (1867), Les Ravageurs (1870), Les Auxiliaires (1873), Souvenirs entomologiques (1879, 10 wyd.), Les Animaux (1881).